# Lucio Carminio Lusitánico
Lucio Carminio Lusitánico (en latín Lucius Carminius Lusitanicus) fue un senador romano del siglo I, que desarrolló su carrera política bajo los imperios de Nerón, Vespasiano, Tito y Domiciano.

## Familia
Era hijo de Lucio Calvencio Veto Carminio, gobernador de Lusitania bajo Claudio, de donde proviene el cognomen de 
su hijo, y consul suffectus en 51, y hermano de Sexto Carminio Veto, Consul suffectus en 83, bajo Domiciano.

## Carrera
Su único cargo conocido fue el de  consul suffectus entre septiembre y octubre de 81, falleciendo Tito en ese momento. 